# 레너드 니모이
레너드 사이먼 니모이(영어: Leonard Simon Nimoy, 1931년 3월 26일 ~ 2015년 2월 27일)는 미국의 배우 겸 영화 감독이자 사진가, 작가, 가수, 작곡가이다. 스타 트렉 프랜차이즈의 스팍을 맡은 것으로 유명하다. TV 시리즈와 영화를 통틀어서 1964년의 파일럿 에피소드부터 2013년 영화에서의 마지막 출현까지 스팍을 연기하였다. 만성 폐쇄성 폐질환으로 사망하였다.
니모이는 20대 초반에 연기자 생활을 시작하였고, 1950년대를 할리우드 배우 교습을 받거나, 마이너 영화나 TV 드라마에 출연하며 보냈다. 이 시기에 키드 몽크 바로니의 주연을 맡았고, 1952년 시리즈 영화 좀비 오브 더 스트래터스피어의 화성 침략자 셋 중 하나인 나랍 역을 맡았다.
1964년 12월, 반려된 파일럿 에피소드인 "The Cage"부터 1969년 초 오리지널 시리즈가 끝날 때까지, 8개의 영화와 다양한 스핀오프 작품에서의 특별 출연에 이르기까지 스팍을 연기하였다. 이 캐릭터는 중요한 문화 충격을 가져왔고, 니모이에게 세 번의 에미상 후보 기회를 가져다 주었다 ; TV 가이드는 스팍을 위대한 TV 캐릭터 50인 중 하나로 선정하였다. 오리지널 스타트렉 시리즈가 끝난 후 니모이는 미션 임파서블 두 시즌, 다큐멘터리 시리즈 "인 서치 오브..."의 진행자, 문명 4의 나레이터 등 여러 활동에서 호평을 받았다. 그리고 SF 드라마 프린지에서 리커링 캐릭터로 출연하였다.
니모이의 스팍으로써의 대중적인 인지도가 너무 높아서, 그의 두 자서전인 나는 스팍이 아니다(1975)와 나는 스팍이다(1995)는 그가 스팍과 존재성을 공유한다는 관점에서 써졌다. 2015년에 소행성 하나가 4864 니모이로 명명되어 헌정되었다.
다큐멘터리 포 더 러브 오프 스폭과 리멤버링 레너드 니모이는 각각 니모이의 아들과 딸이 제작하였다. 그의 삶과 경력 그리고 노년의 투병에 대해 다루었다.

## 출연 작품
- 스타 트렉
- 복제인간의 제국
- 프린지: 윌리엄 벨(William Bell) 박사 역